# Künstliche Besamung

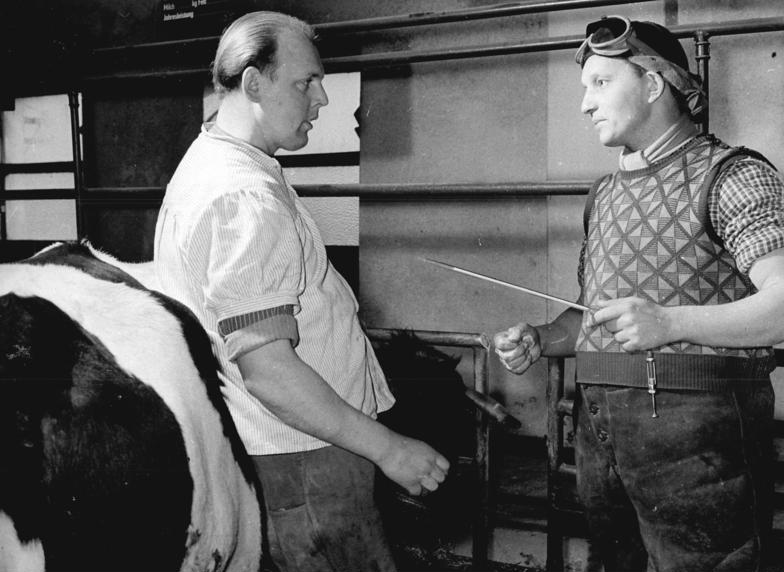
Ein Besamungstechniker im Gespräch mit einem Landwirt (1960)

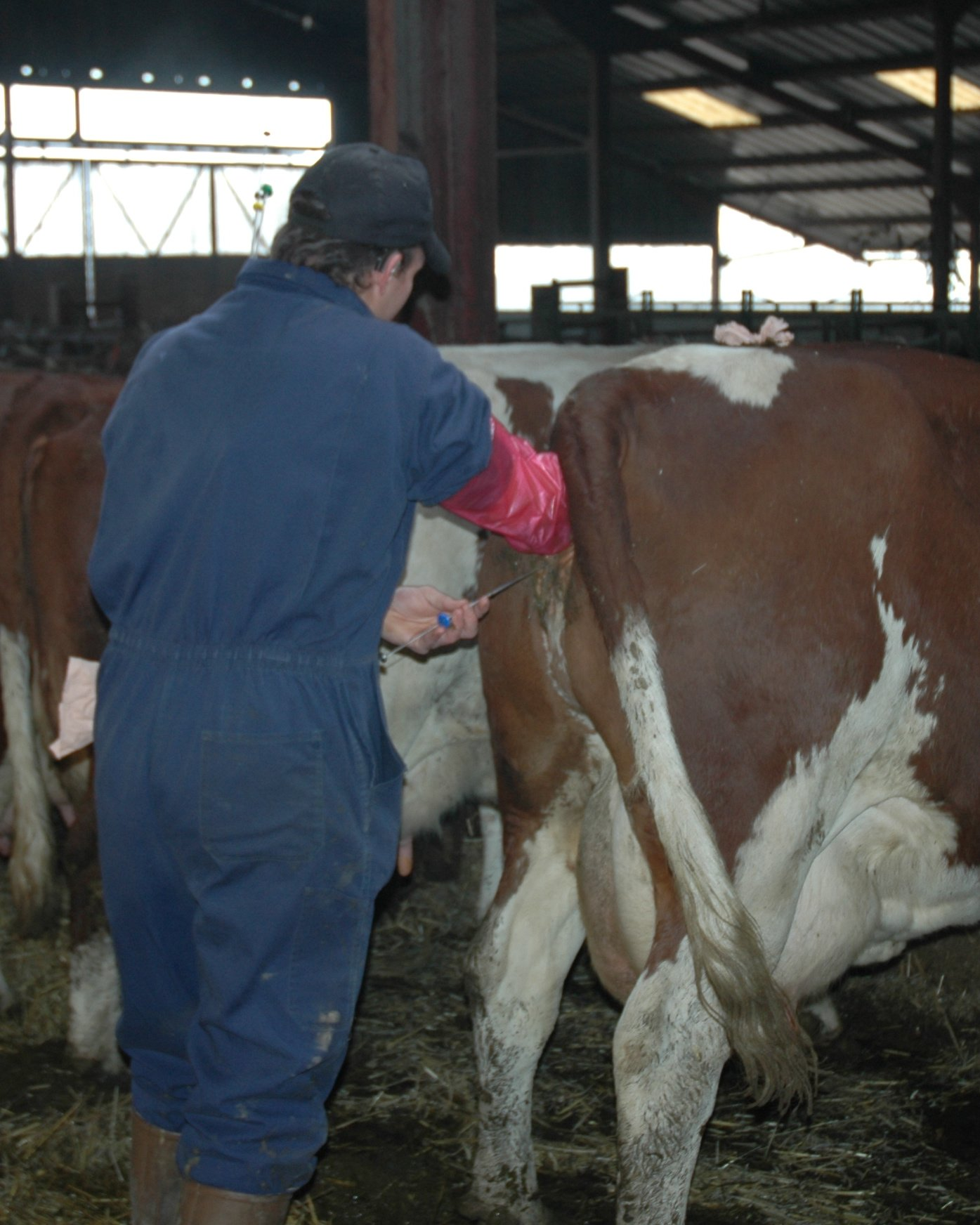
Besamung einer Kuh

Die künstliche Besamung (KB) (englisch artificial insemination, AI) ist eine Methode zur Zeugung von Nachkommen, bei der Sperma eines männlichen Zuchttiers gewonnen (Absamen) und instrumentell in die Geschlechtsorgane eines weiblichen Zuchttiers eingeführt wird. Je nach Tierart wird das Sperma entweder in die Vagina (Scheidenbesamung) oder die Gebärmutter (Uterusbesamung) appliziert.
Diese Methode wird alternativ zum Natursprung beispielsweise bei Hausrindern und Hausschweinen, aber auch bei Hauspferden und Honigbienen angewandt. Anschließend bewegen sich die Spermien eigenaktiv durch den Eileiter auf die Eizelle zu, so dass jeweils ein Spermium in je eine Eizelle eindringen kann. Mit der darauf folgenden Fusion der beiden Zellkerne von Eizelle und Spermium ist die eigentliche Befruchtung abgeschlossen. Zur Bestimmung des optimalen Zeitpunkts wird unter anderem der Progesterontest durchgeführt. In Österreich wird sie im Brunstkalender vermerkt. Die erste künstliche Besamung wird als Erstbesamung bezeichnet, die in einer späteren Brunst als Wiederholungsbesamung (Zweit-, Drittbesamung etc.)
Falls eine künstliche Besamung nicht erfolgversprechend ist, kann in der Reproduktionsmedizin sowohl bei Menschen als auch bei Tieren eine künstliche Befruchtung (In-vitro-Fertilisation) durchgeführt werden.
Vorteile gegenüber der natürlichen Besamung durch Begattung (Natursprung) sind beispielsweise, dass besondere Vererber und Veredler als Vatertiere genutzt werden können, die an weit entfernten Orten leben, der Schutz vor Deckinfektionen und Verletzungen, die Entlastung stark frequentierter Vatertiere sowie die Besamung von sehr vielen weiblichen Tieren.
In der Rinderzucht wird vor allem Gefriersperma, verwendet. Der Abstand zwischen zwei Besamungen wird als Zwischenbesamungszeit bezeichnet, er sollte in einem Bestand maximal 25 Tag betragen. In der Pferdezucht wird sowohl Frisch- als auch Gefriersperma verwendet. In der Zucht Englischer Vollblüter ist die künstliche Besamung – gleich welcher Art – international verboten. Ein Pferd, das auf diese Weise gezeugt wurde, wird nicht in das Stutbuch für Rennpferde eingetragen und darf nicht an öffentlichen Rennen teilnehmen.
Die künstliche Besamung von Bienenköniginnen ist ein wichtiger Bestandteil der Züchtung geworden.

## Geschichte
Bereits im 18. Jahrhundert berichtete  Johann Gottlieb Gleditsch über eine Methode zur künstlichen Besamung bei Forellen und Lachsen, die er von Herrn Baron von Veltheim zu Harbser erhalten hatte und künstliche Befruchtung nannte:

„Das Wesentliche besteht darin, daß ein Weibchen, welches reife Eyer im Leibe hat, gelinde gestrichen wird, daß es solche ins Wasser fallen läßt; man nimmt alsdenn eben dergleichen mit einem Männchen vor, daß desen Saamen über die Eier sprüzt.“